# Chīlak
Chīlak (persiska: چيلك, چيلِك) är en ort i Iran.   Den ligger i provinsen Kurdistan, i den nordvästra delen av landet, 400 km väster om huvudstaden Teheran. Chīlak ligger 2 088 meter över havet och antalet invånare är 170.
Terrängen runt Chīlak är kuperad åt sydväst, men åt nordost är den platt. Runt Chīlak är det ganska tätbefolkat, med 58 invånare per kvadratkilometer. Närmaste större samhälle är Dehgolān, 17,2 km öster om Chīlak. Trakten runt Chīlak består i huvudsak av gräsmarker.